# Гринчук Валерій Тодорович
Гринчук Валерій Тодорович — рядовий старший гранатометник зброних сил СРСР.
Народився 1 березня 1964 року в селі Костинці, Сторожинецького району Чернівецької області. Закінчив автошколу в Берегометі. 22 березня 1983 року призваний у ряди Радянської армії. У Республіці Афганістан з червня 1983 року. Неодноразово Брав участь у бойових операціях. 25 січня 1985 року в бою, діючи в складі гранатометного взводу, точним вогнем підбив дві вогневі точки ворога. Був тяжко поранений у голову та груди. Наступного дня, 26 січня, помер.
За героїзм та відвагу нагороджений орденом Червоної Зірки (посмертно). Похований у селі Костинці.
14 лютого 2012 року в Костинецькій ЗОШ відбулася лінійка пам′яті воїна-афганця, рідні Валерія Гринчука. У школі, де навчався Валерій Тодорович було відкрито меморіальну дошку. На її відкриття приїхали воїни-афганці, представники управління освіти Сторожинецької райдержадміністрації.